# آوانی چاتورودی
آوانی چاتورودی (انگلیسی: Avani Chaturvedi) یکی از اولین خلبانان جنگنده زن در هند می‌باشد. او از ناحیه ساتنا (روا) در مادیا پرادش می‌باشد که در کنار دو همکار دیگرش موهانا سینگح و باوانا کانث به عنوان اولین خلبان جنگنده تک سرنشین زن در هند شناخته شده‌اند. آنها در ژوئن ۲۰۱۶ وارد نیروی هوایی هند شدند و به صورت رسمی توسط وزیر دفاع مانوهار پریکار منصوب گشتند.